# Тверське намісництво
Тверське́ намі́сництво (рос. Тверское наместничество) — адміністративно-територіальна одиниця в Російській імперії в 1775–1796 роках. Адміністративний центр — Твер. Створене 25 листопада 1775 року на основі частин Новгородської та Московської губерній. Складалося з 13 повітів. 12 грудня 1796 року перетворене на Тверську губернію.